# Control Program Facility
Control Program Facility (CPF, gestión del programa de control) era el sistema operativo para el IBM System/38. El CPF representaba una línea de desarrollo independiente en IBM Rochester, y no estaba relacionado con el sistema operativo anterior, y más utilizado, System Support Program. El CPF evolucionó hasta convertirse en el sistema operativo OS/400, que originalmente se conocía como XPF (CPF extendido).
Si bien se considera que CPF es el sistema operativo del System/38, gran parte del hardware y la gestión de recursos de la plataforma se implementan en el microcódigo horizontal y vertical del System/38.

## Descripción de las bibliotecas
- QGPL - biblioteca de propósito general
- QSYS - biblioteca del sistema
- QSPL - biblioteca de colas
- QTEMP – biblioteca temporal
- QSRV: biblioteca de servicios del sistema
- QRECOVERY – biblioteca de recuperación del sistema

## Almacenamiento de datos
En la mayoría de las computadoras anteriores al System/38, y en la mayoría de las modernas, los datos almacenados en el disco se almacenaban en archivos lógicos separados. Cuando se agregaban datos a un archivo, se escribían en el sector dedicado a esto, o si el sector estaba lleno, en un nuevo sector en otro lugar.
El System/38 adoptó la arquitectura almacenamiento de un solo nivel, donde el almacenamiento principal y el almacenamiento en disco se organizan como uno, del proyecto IBM Future Systems (FS) abandonado. Cada conjunto de datos se almacenaban por separado y podían colocarse en cualquier parte del sistema. No existía tal cosa como un archivo físicamente contiguo en el disco, y el sistema operativo administraba el almacenamiento y recuperación de todos los elementos de datos.

## Direccionamiento basado en capacidad
El CPF fue un ejemplo de un sistema operativo basado en la capacidad disponible comercialmente, siendo el System/38 una de las pocas computadoras comerciales con direccionamiento basado en la capacidad. El direccionamiento basado en capacidad se eliminó en el siguiente sistema operativo, el OS/400.

## Gestión de datos distribuidos
En 1986, System/38 anunció la compatibilidad con la Distributed Data Management Architecture (DDM, arquitectura de administración de datos distribuidos). Este tipo de middleware en el contexto de un sistema distribuido es la capa de software que se encuentra entre el sistema operativo y las aplicaciones. La arquitectura de gestión de datos distribuidos define un entorno para compartir datos. Esto permite que los programas System/38 creen, administren y accedan a archivos orientados a registros en System/36, System/38 y mainframes remotos IBM CICS. También permite que los programas en computadoras System/36 y System/38 remotas creen, administren y accedan a archivos de un System/38.

## Lenguajes de programación
Los lenguajes admitidos en System/38 incluyeron RPG III, COBOL, BASIC y PL/1. CPF también implementa el lenguaje de control para System/38.